# Svojšice (Kolín)
Svojšice é uma comuna checa localizada na região da Boêmia Central, distrito de Kolín.